# Босанска Бојна
Босанска Бојна је насељено мјесто у општини Велика Кладуша, Унско-сански кантон, ФБиХ.

## Географија
Босанска Бојна је насеље у општини Велика Кладуша. Налази се близу границе БиХ и Хрватске.

## Историја
У насељу је 1858. године изграђен Храм Преображења Господњег, који је освећен 1883. Он је страдао четири пута (изгорио 1858. и 1875., срушен 1941. и 1992—1995.). Храм је поново обновљен у августу 2010. године.

## Демографија
| Националност | 2013. | 1991. | 1981. | 1971. |
| Срби         | 45    | 466   | 516   | 721   |
| Муслимани    | 8     | 1     | 2     | 0     |
| Хрвати       |       | 2     | 3     | 0     |
| Југословени  |       | 10    | 21    | 8     |
| остали       | 8     | 1     | 1     | 1     |
| Укупно       | 61    | 480   | 543   | 730   |

## Напомена
1. ↑  Муслимани се данас већином изјашњавају као Бошњаци.